# الدوري النرويجي الممتاز 2014
الدوري النرويجي الممتاز 2014 (بالنرويجية: Tippeligaen 2014)‏ هو الموسم 70 من  الدوري النرويجي الممتاز. أقيم خلال الفترة 28 مارس 2014 وحتى 9 نوفمبر 2014، وكان عدد الأندية المشاركة فيه  16، وفاز فيه نادي مولده.